# اوبلاست کریمه
اوبلاست کریمه (به لاتین: Crimean Oblast) یک اوبلاست (استان) در اتحاد جماهیر سوسیالیستی شوروی بود. و مرکزش سیمفروپول بود. روسیه در الحاق کریمه به فدراسیون روسیه به این منطقه حمله کرد و اکنون آن را یک اوبلاست روسیه می‌داند.